# Leo Kask
Leo Kask, född 6 maj 1925 i Tallinn, död 4 oktober 1948 i Uppsala, var en estnisk-svensk målare och tecknare.
Han var son till arkitekten Kristjan Kask och Maria Lass samt bror till Eugen Kask.
Kask avlade studentexamen i Tallinn 1943; året efter kom han till Sverige som flykting. Han studerade konsthistoria vid Uppsala universitet 1945–1948 samt bedrev konststudier för Bror Hjorth. Han medverkade i Uppsalastudenternas konstutställning 1948 och erhöll en uppskattande bedömning.